# José de Palafox y Melzi
Pour les articles homonymes, voir Palafox, Rebolledo et Général Palafox.
Don José de Rebolledo Palafox y Melzi (1775-1847), duc de Saragosse, est un général espagnol, fils cadet d'une vieille famille d'Aragon et un héros de la guerre d'indépendance espagnole. Il était par ailleurs le neveu de Francesco Melzi d'Eril, que Napoléon Ier avait créé duc de Lodi.

## Biographie
Élevé à la cour d'Espagne, il entra très jeune dans les gardes et en 1808, comme sous-lieutenant. Il accompagna Ferdinand VII d'Espagne à l'entrevue de Bayonne avec Napoléon. Après avoir en vain tenté de faire évader son roi prisonnier des Français, il fuit vers l'Espagne.
Après un court retrait, il se plaça lui-même à la tête du mouvement patriote en Aragon. Il fut proclamé par le peuple gouverneur de Saragosse et capitaine-général d'Aragon. Malgré le manque d'argent et de troupes régulières, il ne perdit pas de temps pour guerroyer contre les Français qui occupaient déjà les provinces voisines de Catalogne et de Navarre. Un combat de rues commença alors à Saragosse, qui au terme d'une semaine rendit les assaillants français maitres de la moitié de la ville. Mais le frère de Palafox réussit à forcer le passage avec un renfort de 3 000 soldats. Stimulés par Palafox et les patriotes résolus qui dirigeaient le peuple, les habitants de la ville décidèrent de défendre pied à pied les quartiers encore libres et, si nécessaire, de se retirer vers la banlieue de l'autre côté de l'Ebre après avoir détruit le pont qui l'enjambe. Les combats se prolongèrent encore neuf jours et prirent fin le 14 août 1808 par le retrait des Français au terme de 61 jours de siège.

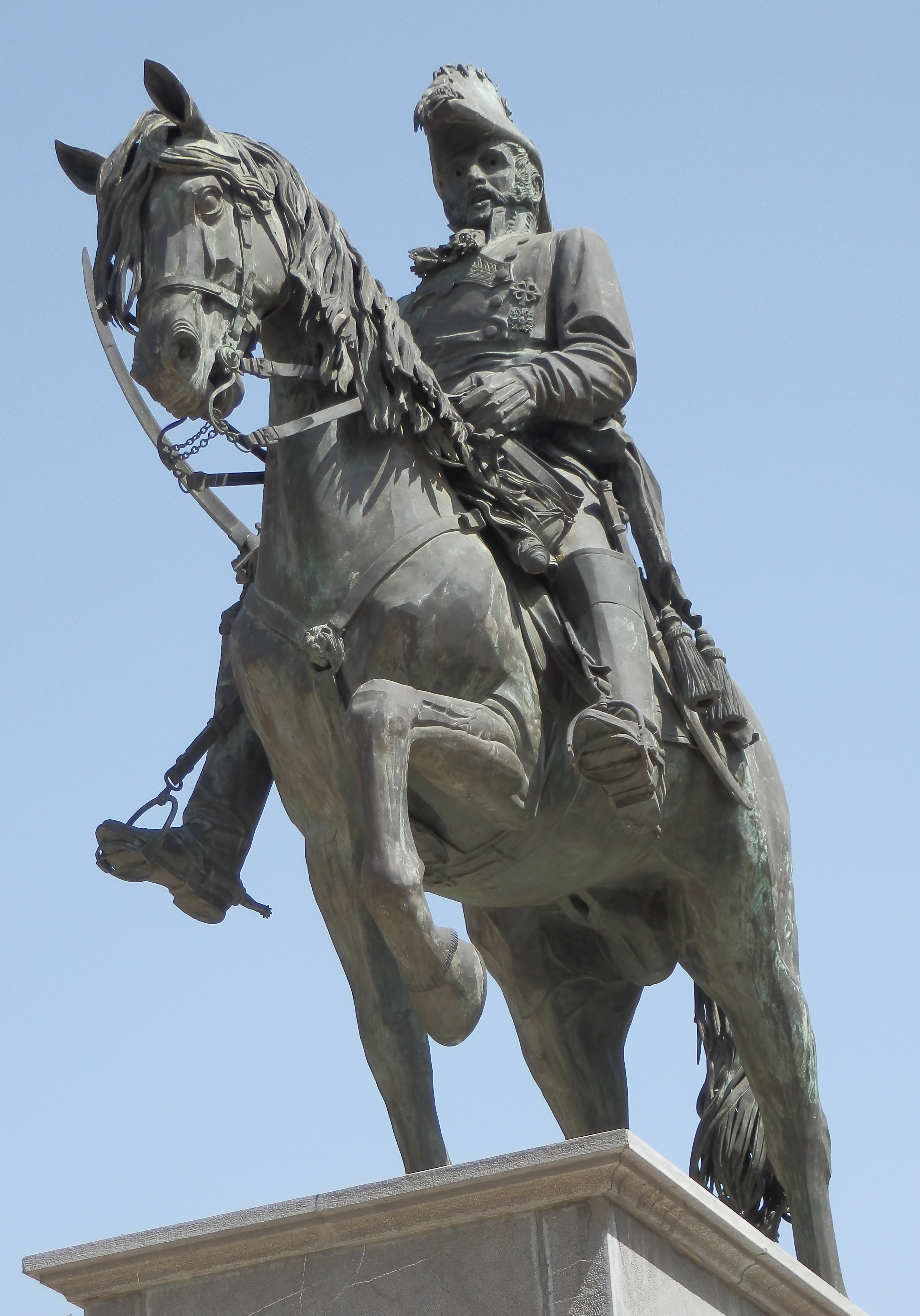
Statue équestre du général Palafox à Saragosse.

Palafox, tenta alors une brève campagne afin de libérer le pays, mais quand Napoléon en personne entra en Espagne à la tête de son armée et détruisit en quelques semaines les armées ennemies l'une après l'autre, Palafox fut forcé de battre en retraite dans Saragosse, où il soutint à nouveau un siège mémorable. Celui-ci se termina après trois mois par la chute de la ville, ou plutôt l'arrêt de la résistance. La ville était en ruines et les maladies avaient balayé des milliers de défenseurs. Palafox lui-même victime de l'épidémie, tomba aux mains des Français et fut gardé prisonnier à Vincennes jusqu'en décembre 1813.
En juin 1814, il fut confirmé dans sa charge de capitaine-général d'Aragon, mais dut bientôt se retirer et cessa de prendre part aux affaires publiques. De 1820 à 1823 il commanda la garde royale de Ferdinand, mais prenant le parti de la Constitution dans les manifestations qui suivirent, il fut dépouillé de tous ses honneurs et charges par le roi, dont la restauration par les baïonnettes françaises marqua le triomphe de la réaction et de l'absolutisme.
Palafox resta en retrait pendant de nombreuses années. Il reçut de la reine Marie-Christine, le titre de duc de Saragosse. À partir de 1836 il prit part à la politique en qualité de sénateur.